# Горный упор
Горный упор — автомобильное противооткатное приспособление в виде сварной конструкции с заостренным сошником, шарнирно прикрепленное к раме транспортного средства и снабженное удерживающей цепью и тросом управления.
В рабочем положении горный упор подвешивается на цепи к раме автотранспортного средства так, чтобы, заостренные концы сошников были опущены на грунт и скользили по дороге. В случае скатывания или сползания машины назад заострённые концы 
сошников врезаются в грунт и тормозят автомобиль. В нерабочем положении горный упор при помощи троса управления поднят  
и прикреплен к раме транспортного средства.